# Христо Карастоянов
Христо Карастоянов е български писател (белетрист, драматург, поет) и карикатурист.

## Биография
Карастоянов е роден в Тополовград, по-късно се премества със семейството си в Ямбол. Завършва специалност „Българска филология“ в Софийския държавен университет.
Музиката го привлича и заедно с приятеля си Андон Балахуров създават банда, която наричат „Студио Пулс“. Изпълняват хумористични песни. Повечето от текстовете им са написани от двамата. Участват в национални фестивали, поканени са за участие в телевизията, но условието да не изпълняват своите песни, а други, с много по-ежедневни и безобидни текстове, ги кара да откажат.
Първата му публикация във вестник е карикатура. Първата му книга се казва „Пропукан асфалт“ и е издадена през 1981 г. Работи като драматург, а после и като директор на кукления театър в Ямбол. Сътрудничи на пресата.
Сключва брак със София Карастоянова, от която има син Тодор Карастоянов (роден на рождения му ден 22 февруари) и внуци, единият от които повтаря и трите му имена.

## Награди
- 1999 – награда на Съюза на българските писатели за документалистика
- 1997 – награда „Чудомир“ за хумористичен разказ
- 2001 – награда „Златен ланец“
- 2003 – награда „Развитие“ за ръкопис на роман[2]
- 2012 – награда „Хеликон“ за най-добра белетристична книга на годината – за романа „Името“[3]
- 2014 – награда „Дъбът на Пенчо“ – за романа „Една и съща нощ“[4]
- 2014 – награда „Хеликон“ за най-добра белетристична книга на годината – за романа „Една и съща нощ“[5]
- 2015 – награда „Елиас Канети“ – за романа „Една и съща нощ“[6]
- 2017 – първа награда за проза в годишните награди на портал „Култура“ – за романа „Послепис“
- 2022 – международна литературна награда „Алеко“

### Авторски книги
- „Пропукан асфалт“, „Народна младеж“, София, 1981 (награда на профсъюзите на „Южна пролет 82“, Хасково)
- „Матвей Вълев“, „Български писател“, София, 1982
- „Перпетуум мобиле“, „Христо Г. Данов“, Пловдив, 1984
- „Тази вечна земя“, „Народна младеж“, София, 1985 (съавтор с Димитър Яръмов и Атанас Теодоров)
- „Сбъркана хроника“, „Български писател“, София, 1987
- „Вкус на узряване“, „Народна младеж“, София, 1989
- „Кукувича прежда“, трилогия („Перпетуум мобиле“, „Кукувича прежда“, „Сбъркана хроника“), изд. „Христо Г. Данов“, Пловдив, 1990; изд. „Захарий Стоянов“, София, 2001; ИК „Жанет 45“, Пловдив, 2020
- „Записки от времето, когато бъдещето беше светло“, „Христо Ботев“, София, 1993
- „Прашно лято“, „Христо Ботев“, София, 1995
- „Животът: третата лъжа“, „Хера“, Ямбол, 1996
- „Смъртта на Санчо Панса“, тетрадка, стихове, „Хера“, Ямбол, 1997
- „Записки по исторически наивизъм“, читанка, „Стигмати“, София, „Хера“, Ямбол, 1999 (награда на Съюза на българските писатели за документалистика, 1999)
- „Е.Г.Н.: Годината на Тигъра“, „Хера“, Ямбол, 2000 (разкази; в съавторство с Любомир Котев)
- „Нефертити в зимна нощ“, „Жанет-45“, Пловдив, 2001 (номинация за наградата „Хеликон“, 2002)
- „Аутопия: Другият път към Ада“, „Жанет-45“, Пловдив, 2003 (номинация за роман на 2003 година на Фондация „Вик“, 2004)[7][8]
- „Смъртта е за предпочитане“, корпорация „Развитие“ КДА, София, 2003 (голяма награда на конкурса за нов български роман на корпорация „Развитие“ КДА, 2003; номинация за наградата „Хеликон“, 2003)
- „La Vie En Rose и други такива“, „Жанет-45“, Пловдив, 2004
- „Последствия“, „Хермес“, Пловдив, 2005 (номинация за наградата „Хеликон“, 2005; номинация за наградата „Балканика“, 2011)[9][10]
- „Kocama Karı Arıyorum“, „Жанет-45“, Пловдив, 2006 (на турски език в превод на Хюсеин Мевсим)
- „Атлантида: деяния“, „Захарий Стоянов“, София, 2008 (двуезично; „Atlantis: Acts“)[11]
- „Съпротива.net“, „Жанет-45“, Пловдив, 2008 (номинация за наградата „Хеликон“, 2008)[12][13][14]
- „Антология „Навъсени ангели“, „Захарий Стоянов“, София, 2010 (с Любомир Котев)
- „Паякът“, „Жанет-45“, Пловдив, 2009 (номинация за наградата „Хеликон“, 2010)[15][16]
- „Името“, „Жанет-45“, Пловдив, 2012 (награда „Хеликон“ за най-добра белетристична книга на годината, 2012)[17]
- „Последствия“, „Хермес“, Пловдив, 2012; електронна книга
- „Teufelszwirn“, Roman in drei Büchern. Dittrich Verlag GmbH, Berlin 2012 (на немски език в превод на Андреас Третнер); E-Book-ISBN 978-3-943941-33-3
- „Една и съща нощ“, „Жанет-45“, Пловдив, 2014 (награда „Дъбът на Пенчо“, 2014; награда „Хеликон“ за най-добра белетристична книга на годината, 2014; номинация за наградата „Роман на годината 2015“; национална литературна награда „Елиас Канети“, 2015; номинация за международната литературна награда „Балканика“, 2015)[18][19][20][21]. Роман за Гео Милев и Георги Шейтанов.
- „Послепис“, „Жанет-45“, Пловдив, 2016, ISBN: 978 619 186 287 0 (номинация за наградата „Роман на годината 2017“; първа награда за проза в годишните награди на портал „Култура“ 2017)
- „The Same Night Awaits Us All”, translated from the Bulgarian by Izidora Angel, cover design by Nathan Furl. Open Letter, Rochester, NY, USA, 2018, ISBN-13: 978-1-940953-68-7, (номинация в категорията „Превод от български на чужд език“ в годишните награди на Литературен клуб „Перото“, 2018)
- „Животът няма втора половина“, „Жанет-45“, Пловдив, 2018,.ISBN 978-619-186-454-6 (номинация за наградата „Роман на годината 2019“; номинация за проза в годишните награди на портал „Култура“ 2019 (дълга листа); номинация за Литературните награди „Перото“ 2019 (дълга листа); номинация за националната литературна награда „Елиас Канети“, 2019)
- „Кукувича прежда“, 3 книги, трето преработено издание, издателство „Жанет 45“, Пловдив, 2020, ISBN 978-619-186-547-5
- „Т като Ташкент“, роман, издателство „Жанет 45“, Пловдив, 2021, ISBN: 978-619-186-646-5 (номинация за националната литературна награда „Елиас Канети“, 2021; номинация за литературните награди „Перото“ 2021, дълъг списък; номинация за награда „Хеликон“ за най-добра белетристична книга на годината, 2021; номинация за наградата „Български роман на годината 2022“)
- „Петият вагон и други истории“ // „Малки романи за из“ път, издателство „Жанет 45“, Пловдив, 2023, ISBN: 9786191868094

### За него
- „Животът: част първа. Една анкета на Георги Ингилизов с Христо Карастоянов“ (литературна анкета), УИ „Св. Климент Охридски“, София, 2008[22]
- „Христо Карастоянов. Био-библиографски указател“, Регионална библиотека „Георги Раковски“, Ямбол, 2010